# Solgens södra övärld
Solgens södra övärld är ett av tre naturreservat i Eksjö kommun i Småland (Jönköpings län). Detta består av delar av sjön Solgens övärld i Edshults socken.
Sjön Solgen är en del i Emåns vattensystem. Sjön har en areal på 22 kvadratkilometer. Omgivningen består av blandskog, lövskog, hagmarker och åkermark. Här finns ett rikt fågelliv med många häckande och rastande arter. Utter förekommer i området.  